# Гимбатов, Гасан Абдулхамидович
Гаса́н Абдулхами́дович Гимба́тов (род. 28 октября 1993, Аксай, Дагестан, Россия) — российский боксёр-профессионал, выступавший в тяжелой весовой категории. Мастер спорта России международного класса, член национальной сборной России в 2010-х годах, серебряный призёр Европейских игр (2015), двукратный чемпион России (2013, 2014) в любителях.
Лучшая позиция в рейтинге BoxRec — 225 (декабрь 2017), среди российских боксёров — 9, в тяжёлом весе.

## Биография
Гасан Гимбатов родился 28 октября 1993 года в селе Аксай Хасавюртовского района Республики Дагестан. По национальности — аварец. В двухлетнем возрасте переехал в Ростовскую область, где проживал с родителями в городе Сальске. На решение Гасана заняться боксом повлиял пример чемпиона мира Султана Ибрагимова. В 12 лет отец привёл Гимбатова в боксёрскую секцию города Сальска, где тот приступил к занятиям под руководством тренера Абдулмуталиба Абакарова. Гасан добился значительных успехов, выступая на внутренних и международных турнирах в юношеской и юниорской возрастных категориях. После перехода во взрослый бокс перспективный тяжеловес дважды выиграл чемпионат России (2013, 2014 годы), принимал участие в поединках WSB, становился серебряным призёром Европейских игр 2015 года. В июле 2017 года подписал контракт с российской промоутерской компанией «РМК Боксинг Промоушен», перейдя в профессиональный бокс. Женат, супруга Шамай, дочь Фатима (2017 г.р.)

## Любительская карьера
Первых серьёзных успехов в боксе Гимбатов достиг еще в юношеском возрасте. На чемпионате России среди юношей, проходившем в марте 2009 года, Гасан завоевал бронзовую медаль в весовой категории свыше 80 кг. На майское первенство мира в Армении должен был ехать чемпион страны Шерип Даудов, но вследствие выявленных проблем с документами (спортсмен оказался старше заявленного возраста) его заменил Гимбатов. По ходу чемпионата Гасан ввиду явного преимущества во втором раунде победил турецкого боксёра Мухаммета Садика Джемджа, венгра Йено Волдя (по очкам, 9:1), хозяина турнира Гора Маргаряна (по очкам, 2:0) и добрался до финала, где оказался сильнее Виктора Ялимова из Молдовы. Досрочная победа в третьем раунде боя сделала Гимбатова чемпионом мира в данной возрастной категории. В декабре 2009 года российский боксёр также выиграл Всероссийское соревнование по боксу «Кубок Никифорова-Денисова», победив на пути к главному призу Вячеслава Шиклова и Евгения Шараева (по очкам).
В феврале 2010 года Гимбатов принял участие в чемпионате России среди юниоров в Анапе. Выступавший в весовой категории свыше 91 кг. Гасан последовательно победил Василия Лазарева (по очкам, 6:2), Иракли Шарвашидзе (по очкам, 14:2), Мансура Арсалиева (по очкам, 9:2), а в финале первенства досрочно, во втором раунде выиграл у Акрамана Хациева и стал обладателем золотой медали турнира. Победа принесла Гимбатову путевку на чемпионат мира среди юниоров, проходивший в апреле-мае 2010 года в Азербайджане. Гасан начал турнир с двух досрочных побед над Карелом Крайником из Чехии и казахстанцем Даулетом Мусабаевым, но в четвертьфинале уступил французскому боксёру, будущему олимпийскому чемпиону 2016 года во взрослых соревнованиях Тони Йока (по очкам, 6:7). До конца года Гимбатов также выиграл два международных турнира — «Золотые перчатки» в Сербии и «Мемориал Аббаса Агаларова» в Азербайджане.
Весной 2011 года Гимбатов стал победителем «Мемориала Павлюкова» и выступил на юниорском чемпионате страны в Оренбурге. Он успешно преодолел первые два круга первенства, победив ввиду явного преимущества в первом раунде Антона Меркулова и Иракли Шарвашидзе. В четвертьфинале и полуфинале чемпионата соперники Гимбатова Владимир Дубчиняков и Артём Гладышев не вышли на ринг; в главном же бою турнира Гасан победил Олега Жмуру ввиду отзыва оппонента во втором раунде и стал двукратным чемпионом России среди юниоров. В июне российский боксёр выиграл еще один международный турнир — «Кубок Бранденбурга», а в августе принял старт на юниорском чемпионате Европы в Дублине. Гимбатов последовательно победил венгра Игнаца Таллоши (ввиду явного преимущества во втором раунде), немецкого боксёра Флориана Шульца (ввиду явного преимущества в первом раунде) и Богдана Блажко из Украины (по очкам, 17:8). В поединке за «золото» Гасан одолел азербайджанца Хейдара Хейдарова ввиду отзыва соперника во втором раунде и завоевал высшую награду континентального первенства. В ноябре Гимбатов участвовал в чемпионате России среди боксёров, не достигших 22 лет, начав выступления с четвертьфинала. Выиграв у Степана Винникова (по очкам, 20:6), Гасан уступил в полуфинале Андрею Афонину (по очкам, 16:18) и стал обладателем бронзовой медали турнира.
В ноябре 2013 года впервые стал чемпионом России в весе свыше 91 кг, отобрав титул у Магомеда Омарова.
В августе 2014 года вновь выиграл чемпионат России проходивший в Ростове-на-Дону.
В июне 2015 года завоевал серебряную медаль на I Европейских играх в Баку в финале проиграв британскому боксёру Джозефу Джойсу.
В ноябре 2016 года вновь участвовал в чемпионате России в Оренбурге, где в начале турнира проиграл опытному татарину Данису Латыпову.

## Профессиональная карьера
8 июля 2017 года начал профессиональную боксёрскую карьеру, победив техническим нокаутом в 1-м же раунде узбекистанского боксёра Фарруха Мадаминова (3-5-1).
15 декабря 2017 года Гимбатов в своём первом длинном 6-ти раундовом бою в профессионалах впервые потерпел поражение раздельным решением судёй (счёт: 58-56, 56-58, 56-58). Изначально планировалось, что он встретится с 23-летним небитым бельгийским нокаутёром Роберто Секола (7-0, 7 КО), но незадолго до боя соперник переменился и Гимбатов вышел на бой против опытного и быстрого белорусского боксёра — Юрия Быховцова (9-14-3, 5 KO), обычно выступающего в 1-м тяжёлом весе (до 91 кг). В результате уступающий в габаритах Быховцов за счет активного передвижения выходил на среднюю и ближнюю дистанции, где работал серийно. Если в начальных раундах Гимбатов старался удержать прыткого оппонента на расстоянии вытянутой руки, то с середины боя принял бой на дистанциях удобных для соперника. Белорусский боксер выбрасывал больше ударов и был точнее, в то время как Гасан часто защищался — плотно перекрываясь блоком и низко наклоняясь. В последнем раунде Гимбатов воспользовался своими преимуществами в физической силе и начал выбрасывать плотные акцентированные удары, но этого не хватило. И по мнению судей победу раздельным решением одержал Юрий Быховцов: двое посчитали 58-56 за Быховцова, в то время как судья Виктор Панин увидел победу Гимбатова со счетом 58-56. После боя Гасан Гимбатов высказался, что «не смог выложиться на все 100 процентов на ринге, но и не проиграл точно».

## Статистика профессиональных боёв
В таблице перечислены результаты всех поединков боксёров.
В каждой строке указан результат поединка. Дополнительно номер поединка обозначен цветом, который обозначает итог поединка. Расшифровка обозначений и цветов представлена в нижеследующей таблице.
| Пример | Расшифровка                     |
| ------ | ------------------------------- |
|        | Победа                          |
|        | Ничья                           |
|        | Поражение                       |
|        | Планируемый поединок            |
|        | Поединок признан несостоявшимся |
| КО     | Нокаут                          |
| ТКО    | Технический нокаут              |
| PTS    | Решение судей (по очкам)        |
| UD     | Единогласное решение судей      |
| MD     | Решение большинства судей       |
| SD     | Раздельное решение судей        |
| RTD    | Отказ от продолжения боя        |
| DQ     | Дисквалификация                 |
| NC     | Поединок признан несостоявшимся |

| 5 поединков, 4 победы (2 нокаутом), 1 поражение | 5 поединков, 4 победы (2 нокаутом), 1 поражение | 5 поединков, 4 победы (2 нокаутом), 1 поражение | 5 поединков, 4 победы (2 нокаутом), 1 поражение | 5 поединков, 4 победы (2 нокаутом), 1 поражение | 5 поединков, 4 победы (2 нокаутом), 1 поражение | 5 поединков, 4 победы (2 нокаутом), 1 поражение                    |
| Бой                                             | Рекорд                                          | Дата боя                                        | Соперник                                        | Место проведения боя                            | Раундов, время                                  | Дополнительно                                                      |
| ----------------------------------------------- | ----------------------------------------------- | ----------------------------------------------- | ----------------------------------------------- | ----------------------------------------------- | ----------------------------------------------- | ------------------------------------------------------------------ |
| 5                                               | 4-1                                             | 22 февраля 2019                                 | Герман Скобенко (5-2-2)                         | Екатеринбург, Свердловская область, Россия      | UD 6 (6)                                        | Счёт судей: 60-54, 59-55 (дважды).                                 |
| 4                                               | 3-1                                             | 15 декабря 2017                                 | Юрий Быховцев (9-14-3)                          | ДИВС, Екатеринбург, Россия                      | SD 6 (6)                                        | Счёт судей: 58-56, 56-58 (дважды).                                 |
| 3                                               | 3-0                                             | 7 ноября 2017                                   | Антон Дрючин (7-1)                              | Дом печати, Екатеринбург, Россия                | TKO 1 (4), 2:03                                 | Дрючин побывал в нокдауне в 1-м раунде.                            |
| 2                                               | 2-0                                             | 9 сентября 2017                                 | Торнике Пуричамиашвили (10-5)                   | Ледовая арена «Трактор», Челябинск, Россия      | UD 4 (4)                                        | Счёт судей: 40-36 (трижды).                                        |
| 1                                               | 1-0                                             | 8 июля 2017                                     | Фаррух Мадаминов (3-5-1)                        | Свердловский театр драмы, Екатеринбург, Россия  | TKO 1 (4), 1:26                                 | Мадаминов побывал в нокдауне в 1-м раунде. Профессиональный дебют. |

## Титулы

### Любительские
- Чемпионат мира по боксу среди юношей 2009 года —  Золото;
- Чемпионат России по боксу среди юниоров 2010 года —  Золото;
- Чемпионат России по боксу среди юниоров 2011 года —  Золото;
- Чемпионат Европы по боксу среди юниоров 2011 года —  Золото;
- Чемпионат России по боксу 2013 года —  Золото;
- Чемпионат России по боксу 2014 года —  Золото;
- Европейские игры 2015 года —  Серебро.